# Mátyás Bucsányi
Mátyás Bucsányi, Mátyás Butsányi oder Matthias Butschany (* 10. Februar 1731 in Altsohl (slowakisch Zvolen); † 2. August 1796 in Hamburg) war Naturforscher und Mathematiker, Privatdozent an der Universität Göttingen.

## Leben
Er studierte in Göttingen, wo er 1757 den Magister erwarb und promovierte (und die Venia legendi erhielt) mit einer Dissertation über Blitz und Donner und danach als Privatdozent Vorlesungen hielt, konnte davon aber nicht leben. Als Privatdozent war er auf die Gebühren der Studenten angewiesen, die sich in seiner Vorlesung einschrieben, und wie andere damalige Dozenten hatte er große Probleme von ihnen überhaupt Vorauszahlungen zu bekommen. Während dieser Zeit veröffentlichte er Lehrbücher über Logik und Algebra. Ab 1761 war er Privatlehrer in Celle, ehe er nach Hamburg ging. Im Jahr 1787 heiratete er Wilhelmine Christiane Großmann. Nach Johann Christian Poggendorff lebte er „privatisierend“ in Hamburg. Er veröffentlichte über Blitzableiter und Meteorologie. Zum Beispiel fand er, dass der Blitz kein Feuer im gewöhnlichen Sinn sei und auch nicht entsteht, indem schwebende Teilchen in der Luft verbrennen. „Sommerwolken“ sind nach ihm Schneewolken (Hannöversches Magazin 1761).

## Werke
- Dissertationes physicae de fulgure et tonitru ex phaenomenis electricis. Göttingen 1757.
- Institutiones logicae in usus praelectionum suarum conscriptae. Göttingen 1762.
- Anfangsgründe der Algebra. Nebst derselben Anwendung in der Rechenkunst. Göttingen 1761 und Wien 1767.
- Eine Unvollkommenheit der Blitzableiter, nebst ihrer Verbesserung. angezeigt und empfohlen. Hamburg, 1787.
- Untersuchung der Vorzüge des Apostels Petri seu Inquisitio in Petri apostoli praerogativam. Hamburg, 1787.

Außerdem veröffentlichte er im Hannöverschen Magazin.